# Mosteiro Redentorista, North Perth
O Mosteiro Redentorista em North Perth, Austrália Ocidental, é uma igreja católica romana construída em 1903 para a Ordem Redentorista. A Ordem foi estabelecida na Austrália Ocidental em 1899 por iniciativa do Bispo de Perth, Matthew Gibney. O Monastério e a Capela estão localizados na Vincent Street e foram projetados por Cavanagh &amp; Cavanagh (James e Michael Cavanagh), que também projetaram as adições da Ala Leste do Monastério em 1911/12 e o santuário da Capela e adições de transcrições que foram concluídas em 1922.

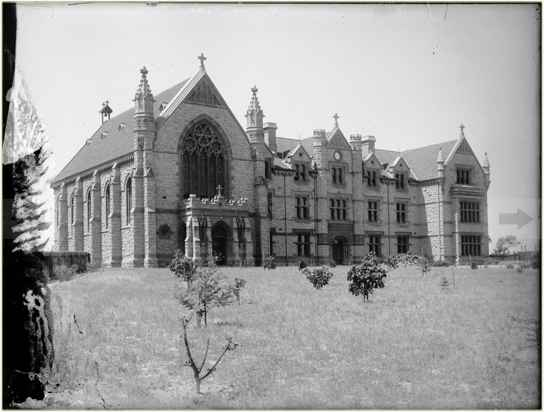
c.1905

Na sua inauguração em 13 de setembro de 1903, o Bispo Gibney e o Abade de New Norcia Fulgentius Torres dedicaram a igreja aos Santos Pedro e Paulo.
Os murais do santuário foram pintados em 1962 por Karl Matzek, artista austríaco de ascendência tcheca. A casa de retiro adjacente foi concluída em 1967.
O mosteiro foi construído em pedra calcária Cottesloe e segue o estilo arquitetônico gótico da Federação.